# 高松正裕
高松 正裕（たかまつ　まさひろ、1982年2月27日 - ）は、埼玉県上福岡市(現ふじみ野市)出身の日本の元柔道家。身長170cm。階級は73kg級。得意技は左右どちらからでも繰り出せる背負投。現在は桐蔭学園高校の教員で柔道部監督を務める。

## 人物
8歳の時に柔道を始め、上福岡第三中学3年の時には全国中学校柔道大会の65kg級を制した。
桐蔭学園高校に進むと、2年と3年の時にはインターハイを連覇した。さらに3年の時には講道館杯では勢いそのままに優勝を飾り、前年の鈴木桂治に次いで史上2人目の高校生チャンピオンになった。さらに世界ジュニアでも優勝して、若手のホープとして非常に期待される存在となった。
しかしながら、シニアではフランス国際で2連覇してアテネオリンピック代表に選ばれるも初戦で敗れた。翌年の世界選手権代表にも選ばれるが、やはり初戦で敗れた。
その後、階級をそれまでの73kg級から81kg級に上げて2009年の体重別で塘内将彦に一本勝ちして優勝するものの、世界選手権代表に選出されることはなかった。しかし、2010年の選抜体重別では決勝で敗れたものの、今年から代表選手が各階級2人になったこともあって、世界選手権代表に選出され同大会で銅メダルを獲得した。11月のアジア大会は当初3位だったが、2位のウズベキスタンの選手がドーピング違反で失格になったため高松が2位に繰り上がった。　
2011年4月には体重別で優勝して世界選手権代表に選ばれた。だが、8月の世界選手権では初戦で敗れて前年に続くメダル獲得はならなかった。
2012年11月には講道館杯に出場するが、2回戦で敗れた直後に現役引退を表明した。
2017年には桐蔭学園高校柔道部監督として団体戦の高校3冠(全国高校選手権、金鷲旗、インターハイ)を達成した。

## 戦績
- 1996年 -　全国中学校柔道大会 65kg級　優勝

73kg級での戦績
- 1998年 -　インターハイ 優勝
- 1999年 -　インターハイ 優勝
- 1999年 -　講道館杯 優勝
- 2000年 -　世界ジュニア 優勝
- 2002年 -　嘉納治五郎杯東京国際柔道大会 優勝
- 2002年 -　ワールドカップ団体戦 優勝
- 2002年、2004年-2006年、2009年 -　選抜体重別 優勝
- 2003年 -　フランス国際 優勝
- 2004年 -　フランス国際 優勝
- 2004年 -　アジア柔道選手権大会 3位
- 2006年 -　嘉納治五郎杯東京国際柔道大会 3位
- 2006年 -　アジア大会 2位
- 2007年 -　講道館杯 優勝

81kg級での戦績
- 2009年 -　アジア柔道選手権大会 2位
- 2010年 -　選抜体重別 2位
- 2010年 - 世界柔道選手権大会 3位
- 2010年 - アジア大会 2位
- 2010年 -　グランドスラム・東京 2位
- 2011年 -　選抜体重別 優勝
- 2011年 -　世界団体 3位
- 2012年 -　ワールドカップ・オーバーヴァルト 7位